# Myeongho-myeon
Myeongho-myeon (koreanska: 명호면, 明湖面) är en socken i den östra delen av Sydkorea, 190 km öster om huvudstaden Seoul. Den ligger i kommunen Bonghwa-gun i provinsen Norra Gyeongsang. 
I den södra delen av socknen ligger berget och provinsparken Cheongnyangsan med templet Cheongnyangsa.